# لاين بنسون
لاين بنسون (بالإنجليزية: Iain Benson)‏ هو فيلسوف بريطاني، ولد في 1955 في إدنبرة في المملكة المتحدة.